# Liga de Voleibol Argentina
La Liga de Voleibol Argentina, conocida por sus acrónimos LVA y por razones de patrocinio como Liga de Voleibol Argentina - Río Uruguay Seguros o LVA-RUS, es la máxima categoría del voleibol argentino. Es organizada por la ACLAV desde 2003.
Fue creada a comienzos de la década de 1990 para fomentar el deporte de manera nacional y federal ya que antes existía como máximo certamen la Liga Metropolitana mientras que en el resto del país no había competencia de manera continua a lo largo del año.

## Historia
Tras varios años de conflicto entre la Confederación Argentina y la Federación Metropolitana, que culminaron en la disolución del primer ente, por iniciativa del Ingeniero Mario Goijman nace en 1996 la Federación Argentina de Voleibol. Una de las primeras medidas del nuevo ente rector del deporte fue la creación de la Liga Argentina de Clubes, una competencia que contó con doce equipos participantes, entre ellos River Plate, Ferro, Boca Juniors y Náutico Hacoaj, representantes de la Federación Metropolitana y por el lado del resto del país se destacaban Mendoza de Regatas, Obras de San Juan y Peñarol de Mar del Plata.
La idea del proyecto era de copiar lo que la Liga Nacional de Básquet había creado, un formato nacional donde todas las regiones del país pudiesen tener un equipo en la máxima categoría. Tras esa primera temporada, empezaron a notarse falencias, como que ni Boca ni Peñarol volverían a participar, y ante estas bajas, Ferro se perfiló como candidato, sin embargo, sería Luz y Fuerza de Necochea el equipo que resultase campeón. A medida que pasaron las temporadas la liga fue teniendo cambios, como por ejemplo, en su tercera temporada el formato de puntuación cambió, siendo la temporada 1998-99 la primera en disputarse con el sistema "Rally Point".

Tenemos que tomar el ejemplo del básquet y apoyar la Liga Nacional. Apuntar a la federalización y dejar de lado esta historia tan mezquina en donde siempre prevalece Buenos Aires sobre el resto. Esta tendencia todavía está latente.
Waldo Kantor.

Sería importante alargar la Liga. Ahora dura sólo cinco meses, y durante el resto del año en la mayor parte del país se para mientras se juega el Metropolitano. ¿Qué hacen mientras tanto en Azul, Necochea, San Juan, Mendoza? ¿Van a entrenar cinco meses seguidos? Es algo totalmente absurdo
Hugo Conte.

### Cambios para la tercera edición
Ya en su tercera edición, la Federación Argentina de Voleibol decidió implementar un nuevo sistema de puntuación para acortar partidos y hacerlos más atractivos, el "rally point". Con ello, los partidos pasaron a durar menos de dos horas. Este cambio fue sugerido por la FIVB para comienzos del 2000, sin embargo, Argentina se convirtió en pionera al implementarlo junto con América y el resto del mundo.
Si bien los equipos disputaban el certamen, previamente al mismo se disputaban torneos locales, entre ellos, el de mayor renombre era la Liga Metropolitana, donde jugaban Ferro, River, Boca, Náutico Hacoaj, entre otros. Esta diferencia entre ciudades donde no había liga local y la zona metropolitana llevaba a colocar como máximos favoritos a los equipos capitalinos, tal es el caso que para esta tercera edición fueron dos equipos metropolitanos los que llegaron a la final. River fue el campeón de ese certamen al vencer a Club de Amigos en la final 4 a 2.
La cuarta temporada trajo además un nuevo mini-torneo, el Súper 4, que servía para reubicar a los cuatro mejores equipos de cara a los cuartos de final. La primera edición se celebró en Córdoba y Olimpikus Azul fue el campeón del certamen. Para la sexta temporada hubo cambios en el sistema de puntuación y en la disputa y se aplicó el primer corte de equipos, achicando el cupo a 12 equipos.

### Surgimiento de ACLAV
Tras los inconvenientes que tuvo la Federación Argentina con la Federación Internacional, la liga se desligó del ente nacional y se creó un ente aparte, similar al básquet, se creó la Asociación de Clubes de la Liga Argentina de Voleibol. La "ACLAV" comenzó a organizar los certámenes desde el 2003. Además surgieron competencias paralelas, como la Copa ACLAV, que comenzó a disputarse en el 2005 y Torneo Súper 8, que con poca resonancia, tuvo tres ediciones. También existe la Copa Máster y la Copa Desafío.

Le falta organización, sobre todo en algunos aspectos. Me parece que hay que aprovechar mejor la llegada de grandes jugadores y la creación de nuevos equipos con mayor organización, para potenciarla aún más
Marcos Milinkovic sobre la Liga Nacional.

En la temporada 2005-06, la décima edición de la competencia, se dio la participación más federal hasta la fecha, cuando los doce equipos estaban repartidos entre siete provincias, y los clubes de Capital Federal auspiciaron como local fuera de la misma por el atractivo para el público que ello generaba.

### Patrocinio y dependencia del mismo
Desde la creación de la Asociación, la divisional sufrió fluctuaciones tanto de cantidad como de equipos, aparecieron proyectos provinciales que se mantuvieron, como Gigantes del Sur y otros que desaparecieron como Chubut Voley, pero entre ellos el que más se destaca es Club Ciudad de Bolívar, que gracias al apoyo del empresario privado Marcelo Tinelli y al municipio a través de distintos intendentes, logró armarse y posicionarse como uno de los principales equipos a nivel nacional. Más recientemente apareció La Unión de Formosa, otro equipo con apoyo económico provincial. Además a esos equipos, se destaca UPCN San Juan Vóley, que fomentado por José Antonio "Pepe" Villa, dirigente de la Unión del Personal Civil de la Nación, gremio privado, crearon un equipo de vóley con formato de club.
Entre los equipos que sufrieron el patrocinio y la pérdida del mismo está el Club Social Monteros, que en la temporada 2004-05 estuvo patrocinado por Swiss Medical y fue campeón con figuras como Hugo Conte o el técnico Waldo Kantor y en la siguiente temporada, ya sin el patrocinio de la aseguradora, descendió tras ganar solo tres partidos.

Los clubes del interior no podemos mantener un proyecto sin el soporte oficial, y eso es lo que tardó en llegar. No podíamos poner al club en riesgos de quiebra como sucedió en otro momento. Alianza tiene quince disciplinas, y si a una le va mal, arrastra al resto.
Milton Capdevila, presidente del equipo Alianza Jesús María en 2015.

### Actualidad
Actualmente, y desde 2011, la liga se encuentra en expansión, no hay descensos a la segunda división, pero sí ascensos, sin embargo como varios equipos han dejado de participar, la cantidad de equipos se mantiene constante. Entre los equipos que han abandonado la categoría están Sarmiento de Resistencia, que participaba como Sarmiento Santana Textiles y Boca Juniors, o Boca Río Uruguay Seguros, que tras ocho temporadas abandonó la competencia por no recibir apoyo desde la dirigencia del club.En 2024, UPCN junto a Once Unidos decidieron abandonar la liga en rechazo al formato propuesto por la ACLAV
En 2018 cambia el nombre del torneo y pasa a llamarse Liga de Voleibol Argentina. Junto con ello surgió un programa de impacto social en el cual están involucrados todos los equipos participantes en la máxima división. El programa incluye varios puntos como la promoción de la doble carrera en deportistas, la donación de ropa y equipamiento deportivo y la recuperación de espacios deportivos.

## Modo de disputa
La temporada se divide en tres certámenes; la Copa Máster, la Copa ACLAV y la Serie A1.
Copa Máster
De la misma participan los mejores cuatro equipos de la pasada temporada, se disputa durante un fin de semana en una sede fija con un formato eliminatorio, donde los ganadores de los dos primeros partidos luego juegan la final de la misma.
Copa ACLAV
La disputan todos los equipos de la Serie A1 divididos en grupos de hasta cuatro equipos. Se disputa durante tres "weekends" y los seis mejores avanzan al "Final 6".
El "Final 6" se disputa en una sede fija y los seis equipos participantes se dividen en dos grupos de 3, donde juegan entre sí dentro del grupo para determinar cuatro clasificados a los "play-offs".
A partir de los "play-offs", los dos ganadores disputan la final, mientras que los dos perdedores el partido por el tercer puesto.
Temporada regular
Es el certamen de liga donde se determina al campeón nacional. Los equipos se enfrentarán todos contra todos a dos rondas, una vez como local y una vez como visitante. Para reducir el calendario, los equipos juegan dos partidos por fin de semana, con lo cual, el mismo se reduce a 12 «weekends».
A los equipos se los ordenará en una tabla de posiciones según sus resultados y del primero al octavo inclusive accederán a la siguiente fase. Para ordenarlos en la tabla se tienen en cuenta los resultados en los partidos de la siguiente manera:
- Por partido ganado en tres o cuatro sets se otorgan 3 puntos.
- Por partido empatado en cuatro sets se otorga 1 punto más un punto al ganador del quinto set.
- Por partido perdido no se otorgan puntos.

Play-offs
A los ocho equipos participantes se los emparejará de tal manera que los mejores equipos de la fase anterior se enfrenten a los peores.
| 1.º - 8.º 4.º - 5.º | 2.º - 7.º 3.º - 6.º |

Cada llave se juega al mejor de cinco partidos, donde los equipos ubicados del 1.º al 4.º puesto tienen ventaja de localía, jugando los dos primeros partidos como local, luego los dos segundos partidos como visitante, y de ser necesario un quinto juego, nuevamente como local, así, los mejores equipos disputan tres partidos en su estadio.
Los cuatro ganadores se emparejan nuevamente de manera tal que el mejor clasificado se enfrente al peor clasificado y los otros dos equipos se eliminen entre sí. En esta fase también existe la ventaja de localía y también se disputa al mejor de cinco partidos. Los ganadores de las llaves acceden a la final, mientras que los perdedores dejan de participar.
La final se disputa al mejor de cinco partidos entre los dos equipos que ganaron las semifinales y el ganador de la misma se proclama como campeón de la Liga A1 en esta temporada.
El campeón además clasifica al Campeonato Sudamericano de Clubes.

## Participantes
Equipos de la temporada 2024-25. En negrita el equipo campeón de la temporada 2023-24. Se cuentan sus participaciones hasta la temporada 2024-25 inclusive.
| Club                            | Localidad                                  | Estadio                                 | Participaciones | Campeonatos |
| ------------------------------- | ------------------------------------------ | --------------------------------------- | --------------- | ----------- |
| Ciudad Vóley                    | Comuna 13, Ciudad Autónoma de Buenos Aires | Estadio Gorki Grana                     | 12              | 2           |
| Monteros Vóley                  | Monteros, Tucumán                          | Polideportivo Municipal                 | 7               | —           |
| Vélez Sársfield                 | Comuna 9, Ciudad Autónoma de Buenos Aires  | Estadio Ana Petracca                    | 12              | —           |
| Waiwen Vóley Club               | Comodoro Rivadavia, Chubut                 | Estadio Socios Fundadores               | 1               | —           |
| Boca Juniors                    | Comuna 4, Ciudad Autónoma de Buenos Aires  | Estadio Luis Conde                      | 12              | —           |
| Tucumán de Gimnasia             | San Miguel de Tucumán, Tucumán             | Estadio Tucumán de Gimnasia             | 3               | —           |
| Defensores de Banfield          | Banfield, Buenos Aires                     | Estadio Defensores de Banfield          | 5               | —           |
| Obras Sanitarias San Juan Vóley | San Juan, San Juan                         | Estadio Aldo Cantoni                    | 24              | —           |
| CEF 5                           | La Rioja, La Rioja                         | Polideportivo Evita Superdromo La Rioja | 1               | —           |
| River Plate                     | Comuna 13, Ciudad Autónoma de Buenos Aires | Microestadio River Plate                | 20              | 1           |
| San Lorenzo de Almagro          | Comuna 5, Ciudad Autónoma de Buenos Aires  | Polideportivo Roberto Pando             | 4               | —           |

### Historial de participaciones
Actualizado hasta la temporada 2023-2024 inclusive. En negrita los 1 equipos que actualmente compiten en la liga.
| 24 Obras Sanitarias San Juan Vóley/Obras Pocito/Obras UDAP Vóley 19 River Plate 18 Bolívar Signia/Orígenes Bolívar/DirecTV Bolívar/Drean Bolívar/Personal Bolívar/Bolívar Vóley 17 UPCN San Juan Vóley 16 Gigantes del Sur 11 Ciudad Vóley 11 Boca Juniors/Boca Río Uruguay Seguros 11 Azul Vóley/Olympikus Azul/Banco Industrial Azul 11 Vélez Sarsfield/El Linqueño Vélez Sarsfield 10 PSM Vóley 10 La Unión de Formosa 10 Club de Amigos 9 Náutico Hacoaj/Hacoaj Las Flores/Le Coq Hacoaj Saladillo 7 UNTreF Vóley 7 Alianza Jesús María/Alianza Córdoba Deportes/Alianza Jesús María-La Calera 7 Rosario Sonder/Rosario Scholem Sonder 7 Social Monteros/Swiss Medical Monteros 6 Monteros Vóley 6 Club Scholem Aleijem/Rojas Scholem 5 Lomas Vóley 5 Chubut Volley 5 Regatas San Nicolás/Regatas San Nicolás Sonder 5 Luz y Fuerza Necochea 4 Defensores de Banfield 4 Once Unidos 4 Sarmientos Santana Textiles 4 UBA Vóley 4 Ferro Carril Oeste 4 Mendoza de Regatas | 3 Policial Vóley 3 San Lorenzo de Almagro 3 Paracao Vóley/Gross Paracao 3 UVT Vóley 3 Buenos Aires Unidos 3 SOS Villa María Vóley/Lechuzas Villa María Vóley 3 Belgrano 3 Misiones Vóley 3 Club de Regatas Resistencia 3 Rosario Central 3 Regatas Santa Fe 3 Unión Casildense 2 Tucumán de Gimnasia 2 Libertad Burgi Vóley 2 Pilar Vóley 2 Instituto Carlos Pellegrini 2 Conarpesa Caleta Olivia 2 GEBA Vóley 1 AMUVOCA Vóley 1 Ateneo Mariano Moreno Vóley 1 Deportivo Morón 1 Olimpo Bahía Blanca 1 Catamarca Vóley 1 MSM Bella Vista 1 Jujuy Vóley 1 Pescadores de Gualeguaychú 1 Tigre Vóley 1 Entre Ríos Vóley 1 Mendoza Vóley 1 Ciclista Olímpico La Banda 1 Mar del Plata-Mar Chiquita Vóley 1 Ciudad de Pergamino Vóley 1 Koyote Salta 1 Peñarol 1 Círculo Italiano 1 Sol de América |

## Estadísticas

### Campeones
En negrita los campeones invictos en la Fase de Play-Offs (no perdieron ningún partido en ninguna de las instancias, incluida la Final).
| Temporada | Campeón                                                                                     | Serie                                                                                       | Subcampeón                                                                                  | Cant. equipos | Organizador                                     |
| --------- | ------------------------------------------------------------------------------------------- | ------------------------------------------------------------------------------------------- | ------------------------------------------------------------------------------------------- | ------------- | ----------------------------------------------- |
| 1996-97   | Peñarol                                                                                     | 3 - 0                                                                                       | Boca Juniors                                                                                | 14            | Federación Argentina de Voleibol                |
| 1997-98   | Luz y Fuerza Necochea                                                                       | 3 - 1                                                                                       | Ferro Carril Oeste                                                                          | 13            | Federación Argentina de Voleibol                |
| 1998-99   | River Plate                                                                                 | 4 - 2                                                                                       | Club de Amigos                                                                              | 16            | Federación Argentina de Voleibol                |
| 1999-00   | Náutico Hacoaj                                                                              | 3 - 2                                                                                       | Olympikus Azul                                                                              | 16            | Federación Argentina de Voleibol                |
| 2000-01   | Olympikus Azul                                                                              | 4 - 1                                                                                       | Club de Amigos                                                                              | 14            | Federación Argentina de Voleibol                |
| 2001-02   | Rojas Scholem                                                                               | 4 - 1                                                                                       | UBA Vóley                                                                                   | 12            | Federación Argentina de Voleibol                |
| 2002-03   | Bolívar Signia                                                                              | 4 - 2                                                                                       | Rojas Scholem                                                                               | 12            | Federación Argentina de Voleibol                |
| 2003-04   | Bolívar Signia                                                                              | 4 - 2                                                                                       | Swiss Medical Monteros                                                                      | 12            | Asociación de Clubes Liga Argentina de Voleibol |
| 2004-05   | Swiss Medical Monteros                                                                      | 4 - 1                                                                                       | Orígenes Bolívar                                                                            | 12            | Asociación de Clubes Liga Argentina de Voleibol |
| 2005-06   | Club de Amigos                                                                              | 4 - 2                                                                                       | Rosario Sonder                                                                              | 12            | Asociación de Clubes Liga Argentina de Voleibol |
| 2006-07   | DirecTV Bolívar                                                                             | 4 - 0                                                                                       | Gigantes del Sur                                                                            | 12            | Asociación de Clubes Liga Argentina de Voleibol |
| 2007-08   | DirecTV Bolívar                                                                             | 4 - 0                                                                                       | Chubut Volley                                                                               | 12            | Asociación de Clubes Liga Argentina de Voleibol |
| 2008-09   | Drean Bolívar                                                                               | 4 - 1                                                                                       | La Unión de Formosa                                                                         | 11            | Asociación de Clubes Liga Argentina de Voleibol |
| 2009-10   | Drean Bolívar                                                                               | 4 - 1                                                                                       | UPCN San Juan Vóley                                                                         | 11            | Asociación de Clubes Liga Argentina de Voleibol |
| 2010-11   | UPCN San Juan Vóley                                                                         | 4 - 3                                                                                       | Drean Bolívar                                                                               | 12            | Asociación de Clubes Liga Argentina de Voleibol |
| 2011-12   | UPCN San Juan Vóley                                                                         | 3 - 1                                                                                       | Boca Río Uruguay Seguros                                                                    | 12            | Asociación de Clubes Liga Argentina de Voleibol |
| 2012-13   | UPCN San Juan Vóley                                                                         | 3 - 0                                                                                       | Buenos Aires Unidos                                                                         | 10            | Asociación de Clubes Liga Argentina de Voleibol |
| 2013-14   | UPCN San Juan Vóley                                                                         | 3 - 0                                                                                       | Lomas Vóley                                                                                 | 11            | Asociación de Clubes Liga Argentina de Voleibol |
| 2014-15   | UPCN San Juan Vóley                                                                         | 3 - 2                                                                                       | Personal Bolívar                                                                            | 10            | Asociación de Clubes Liga Argentina de Voleibol |
| 2015-16   | UPCN San Juan Vóley                                                                         | 3 - 2                                                                                       | Personal Bolívar                                                                            | 11            | Asociación de Clubes Liga Argentina de Voleibol |
| 2016-17   | Personal Bolívar                                                                            | 3 - 2                                                                                       | UPCN San Juan Vóley                                                                         | 11            | Asociación de Clubes Liga Argentina de Voleibol |
| 2017-18   | UPCN San Juan Vóley                                                                         | 3 - 1                                                                                       | Personal Bolívar                                                                            | 11            | Asociación de Clubes Liga Argentina de Voleibol |
| 2018-19   | Bolívar Vóley                                                                               | 3 - 2                                                                                       | Obras Sanitarias San Juan Vóley                                                             | 10            | Asociación de Clubes Liga Argentina de Voleibol |
| 2019-20   | Temporada desierta. Fue suspendida por el brote de Coronavirus y posteriormente finalizada. | Temporada desierta. Fue suspendida por el brote de Coronavirus y posteriormente finalizada. | Temporada desierta. Fue suspendida por el brote de Coronavirus y posteriormente finalizada. | 9             | Asociación de Clubes Liga Argentina de Voleibol |
| 2020-21   | UPCN San Juan Vóley                                                                         | 3 - 0                                                                                       | Ciudad Vóley                                                                                | 7             | Asociación de Clubes Liga Argentina de Voleibol |
| 2021-22   | UPCN San Juan Vóley                                                                         | 3 - 1                                                                                       | Ciudad Vóley                                                                                | 11            | Asociación de Clubes Liga Argentina de Voleibol |
| 2022-23   | Ciudad Vóley                                                                                | 3 - 0                                                                                       | UPCN San Juan Vóley                                                                         | 12            | Asociación de Clubes Liga Argentina de Voleibol |
| 2023-24   | Ciudad Vóley                                                                                | 3 - 0                                                                                       | Policial Vóley                                                                              | 11            | Asociación de Clubes Liga Argentina de Voleibol |
| 2024-25   | Ciudad Vóley                                                                                | 3 - 1                                                                                       | CEF 5                                                                                       | 10            | Asociación de Clubes Liga Argentina de Voleibol |

### Títulos
En negrita las temporadas en las que el campeón resultó además como primer clasificado en la Fase Regular.
| Equipo                          | Camp | Subs | Temporadas como campeón                                                         | Temporadas como subcampeón                  |
| ------------------------------- | ---- | ---- | ------------------------------------------------------------------------------- | ------------------------------------------- |
| UPCN San Juan Vóley             | 9    | 3    | 2010-11, 2011-12, 2012-13, 2013-14, 2014-15, 2015-16, 2017-18, 2020-21, 2021-22 | 2009-10, 2016-17, 2022-23                   |
| Ciudad de Bolívar               | 8    | 5    | 2002-03, 2003-04, 2006-07, 2007-08, 2008-09, 2009-10, 2016-17, 2018-19          | 2004-05, 2010-11, 2014-15, 2015-16, 2017-18 |
| Ciudad Vóley                    | 3    | 2    | 2022-23, 2023-24, 2024-25                                                       | 2020-21, 2021-22                            |
| Club de Amigos                  | 1    | 2    | 2005-06                                                                         | 1998-99, 2000-01                            |
| Social Monteros                 | 1    | 1    | 2004-05                                                                         | 2003-04                                     |
| Rojas Scholem                   | 1    | 1    | 2001-02                                                                         | 2002-03                                     |
| Azul Vóley                      | 1    | 1    | 2000-01                                                                         | 1999-00                                     |
| Náutico Hacoaj                  | 1    | 0    | 1999-00                                                                         |                                             |
| River Plate                     | 1    | 0    | 1998-99                                                                         |                                             |
| Luz y Fuerza Necochea           | 1    | 0    | 1997-98                                                                         |                                             |
| Peñarol                         | 1    | 0    | 1996-97                                                                         |                                             |
| Boca Juniors                    | 0    | 2    |                                                                                 | 1996-97, 2011-12                            |
| CEF 5                           | 0    | 1    |                                                                                 | 2024-25                                     |
| Policial Vóley                  | 0    | 1    |                                                                                 | 2023-24                                     |
| Obras Sanitarias San Juan Vóley | 0    | 1    |                                                                                 | 2018-19                                     |
| Lomas Vóley                     | 0    | 1    |                                                                                 | 2013-14                                     |
| Buenos Aires Unidos             | 0    | 1    |                                                                                 | 2012-13                                     |
| La Unión de Formosa             | 0    | 1    |                                                                                 | 2008-09                                     |
| Chubut Volley                   | 0    | 1    |                                                                                 | 2007-08                                     |
| Gigantes del Sur                | 0    | 1    |                                                                                 | 2006-07                                     |
| Rosario Sonder                  | 0    | 1    |                                                                                 | 2005-06                                     |
| UBA Vóley                       | 0    | 1    |                                                                                 | 2001-02                                     |
| Ferro Carril Oeste              | 0    | 1    |                                                                                 | 1997-98                                     |

## Otros torneos de pretemporada y temporada

### Copa ACLAV
La Copa Argentina es el formato de copa más importante de Argentina a nivel clubes y es la segunda competencia de mayor jerarquía en el país luego de la Liga Argentina de Voleibol A1. El un torneo reúne a los equipos de vóley de la Serie A1 de vóley argentino y se juega a principios de temporada. Su primera edición fue en la temporada 2005-06 y su ganador fue Rosario Sonder. Los clubes más ganadores, con cinco títulos, son Bolívar Vóley y UPCN San Juan Vóley.
En su historia ha tenido diversos formatos, desde un formato de «Grand Prix», donde un equipo recibe en su estadio a otros contrincantes y se enfrentan todos contra todos, y luego esos equipos se enfrentan a los otros recibiéndolos o visitándolos para así enfrentarse todos los equipos y sumar sus resultados en una tabla de posiciones en común, o dividir a los participantes en zonas que se disputan en una única sede donde en cada zona se clasifica un equipo a la siguiente fase. El torneo se suele definir con semifinales, tercer puesto y final disputados en una misma sede durante dos días consecutivos.

### Torneo Súper 8
El Torneo Súper 8, o simplemente conocido Súper 8 fue un torneo que reunió a los mejores ocho clubes de vóley de la Liga A1 al cabo de la primera ronda de partidos y se disputó anualmente a mediados de temporada. Era similar el homónimo torneo de básquet. Su primera edición fue en la temporada 2008-09, consagrando ganador a Drean Bolívar derrotando en la final a Mendoza Voley y su última edición fue dos temporadas más tarde.
| Temporada | Campeón             | Resultado | Subcampeón     | Sede          |
| --------- | ------------------- | --------- | -------------- | ------------- |
| 2008-09   | Drean Bolívar       | 3-1       | Mendoza Voley  | Buenos Aires  |
| 2009-10   | UPCN San Juan Vóley | 3-1       | Rosario Sonder | San Juan      |
| 2010-11   | Buenos Aires Unidos | 3-0       | Drean Bolívar  | Mar del Plata |

### Copa Máster
La Copa Máster fue una competencia oficial de pretemporada organizada por la ACLAV. En ella compitieron los mejores cuatro equipos de la pasada temporada y se disputó durante un «weekend» en una sede fija. La competencia se disputó desde 2010 y UPCN Vóley es el máximo ganador de la competencia, con seis títulos. En la temporada 2019-2020 se discontinuó.
| Edición | Campeón              | Resultado | Subcampeón               | Sede                                                    |
| ------- | -------------------- | --------- | ------------------------ | ------------------------------------------------------- |
| 2010    | UPCN San Juan Vóley  | 3-0       | Boca Río Uruguay Seguros | Estadio Julio César Paccagnella, Concepción del Uruguay |
| 2011    | UPCN San Juan Vóley  | 3-2       | Buenos Aires Unidos      | Estadio Once Unidos, Mar del Plata                      |
| 2012    | Personal Bolívar     | 3-2       | UPCN San Juan Vóley      | Microestadio Luis Conde, Ciudad de Buenos Aires         |
| 2013    | UPCN San Juan Vóley  | 3-0       | Personal Bolívar         | Estadio Aldo Cantoni, San Juan                          |
| 2014    | UPCN San Juan Vóley  | 3-0       | Boca Río Uruguay Seguros | Estadio Gorki Grana, Morón                              |
| 2015    | Personal Bolívar     | 3-2       | Ciudad Vóley             | Estadio Ernesto Báncora, Nueve de Julio                 |
| 2016    | UPCN San Juan Vóley  | 3-2       | Lomas Vóley              | Estadio Gorki Grana, Morón                              |
| 2017    | UPCN San Juan Vóley  | 3-0       | Lomas Vóley              | Estadio República de Venezuela, San Carlos de Bolívar   |
| 2018    | Libertad Burgi Vóley | 3-1       | UNTreF Vóley             | Estadio La Calderita, San Jerónimo Norte                |

### Copa Desafío
La Copa Desafío fue un torneo en el cual participaban los cuatro mejores equipos que al cabo de la primera ronda no estuvieran en condiciones de disputar el clasificatorio sudamericano o no hubieran clasificado a dicho torneo. El torneo se jugaba con formato semifinales y final, sin tercer puesto, durante dos días. En la temporada 2019-2020 se discontinuó.
| Temporada | Campeón          | Resultado | Subcampeón                      | Sede                                      |
| --------- | ---------------- | --------- | ------------------------------- | ----------------------------------------- |
| 2015-16   | Gigantes del Sur | 3-2       | La Unión de Formosa             | Polideportivo Coop. de Tortuguitas, Pilar |
| 2016-17   | Obras UDAP Vóley | 3-0       | Alianza Jesús María             | Estadio Aldo Cantoni, San Juan            |
| 2017-18   | UNTreF Vóley     | 3-2       | Obras Sanitarias San Juan Vóley | Estadio La Calderita, San Jerónimo Norte  |
| 2018-19   | UNTreF Vóley     | 3-0       | Gigantes del Sur                | Polideportivo Municipal, Villa Gesell     |

### Copa Argentina
La Copa Argentina contaba con la participación de los equipos de la liga que no hubieran accedido a semifinales. En primera instancia, los equipos eliminados de play-offs se enfrentaban y dirimían dos cupos para la siguiente ronda, donde se suman los equipos eliminados en cuartos de final. En esa segunda instancia los equipos se dividen en dos zonas y los mejores equipos de cada zona disputan la final por el título en el estadio del mejor ubicado y a partido único. En la temporada 2018-2019 se discontinuó.
| Temporada | Campeón                         | Resultado | Subcampeón       | Sede de la final          |
| --------- | ------------------------------- | --------- | ---------------- | ------------------------- |
| 2015-16   | UNTreF Vóley                    | 3-2       | Gigantes del Sur | Estadio Ruca Che, Neuquén |
| 2016-17   | Obras Sanitarias San Juan Vóley | 3-0       | Gigantes del Sur | Estadio Ruca Che, Neuquén |
| 2017-18   | Obras Sanitarias San Juan Vóley | 3-0       | Gigantes del Sur | Estadio Ruca Che, Neuquén |

### Copa Challenge
En la temporada 2018-19 se creó la Copa Challenge, que incluye solo a los equipos eliminados en cuartos de final y reemplaza a la Copa Argentina para determinar al quinto equipo de la temporada. El torneo se disputó con enfrentamientos a partido único y los equipos se emparejan según su posición en la tabla regular, siendo local el mejor ubicado. En la temporada 2019-2020 se discontinuó.
| Temporada | Campeón      | Resultado | Subcampeón       | Sede de la final    |
| --------- | ------------ | --------- | ---------------- | ------------------- |
| 2018-19   | UNTreF Vóley | 3-1       | Gigantes del Sur | Microestadio UNTreF |

### Supercopa
En la temporada 2019-2020 se creó la Supercopa, que enfrenta a los equipos campeones de la LVA y de la Copa ACLAV de la pasada temporada y reemplaza la Copa Máster. El torneo se disputaba en un enfrentamiento único en sede neutral. A partir de la temporada 2021-22, la Supercopa adopta un nuevo formato, en el cual los cuatro equipos mejor clasificados de la temporada anterior se enfrentan en un formato Play-Off, a partir de unas semifinales. El mejor clasificado de la temporada previa se enfrenta contra el cuarto, y el segundo contra el tercero mejor clasificado. Ambos emparejamientos a partido único, al igual que la final. También hay un partido por el tercer puesto entre los equipos perdedores de ambas llaves de las semifinales.
| Temporada | Campeón | Resultado | Subcampeón | Sede de la final                                                                                                  |
| --------- | --- | --- | --- | --- |
| 2019-20   | Bolívar Vóley | 3-2 | Obras Sanitarias San Juan Vóley                                                                                   | San Salvador de Jujuy                                                                                             |
| 2020-21   | No se disputó la Supercopa, debido a la cancelación de la liga la temporada anterior por el brote de Coronavirus. | No se disputó la Supercopa, debido a la cancelación de la liga la temporada anterior por el brote de Coronavirus. | No se disputó la Supercopa, debido a la cancelación de la liga la temporada anterior por el brote de Coronavirus. | No se disputó la Supercopa, debido a la cancelación de la liga la temporada anterior por el brote de Coronavirus. |
| 2021-22   | Ciudad Vóley | 3-0 | UPCN San Juan Vóley                                                                                               | San Juan |
| 2022-23   | UPCN San Juan Vóley                                                                                               | 3-0 | Ciudad Vóley | Mar del Plata |
| 2023-24   | Policial Vóley | 3-1 | UPCN San Juan Vóley                                                                                               | Monteros |
| 2024-25   | Ciudad Vóley | 3-0 | River Plate | Buenos Aires |